# Mentophilonthus triseriatus
Mentophilonthus triseriatus – gatunek chrząszcza z rodziny kusakowatych i podrodziny Staphylininae.
Gatunek ten został opisany w 1928 roku przez Maxa Bernhauera jako Philonthus triseriatus. Jako miejsce typowe wskazał on Mongende. Do rodzaju Mentophilonthus przeniósł go w 1966 roku L. Levasseur. W 2009 roku Lubomír Hromádka dokonał redeskrypcji tego gatunku.
Kusak o ciele długości 11,5 mm. Głowa czarna z rudożółtymi panewkami czułków i brzegiem nadustka oraz brązowożółtą resztą nadustka. Czułki ciemnobrązowe z pierwszymi trzema członami brązowożółtymi. Głaszczki brązowożółte. Przedplecze brązowoczarne; w każdym z jego rowków grzbietowych po dwa grube punkty. Pokrywy czarnobrązowe z tylną krawędzią, epipleurami i szwem brązowożółtymi. Pokrywy bardzo delikatnie i rzadko punktowane. Odwłok czarnobrązowy z żółtobrązowymi tylnymi krawędziami pięciu tergitów i paratergitów. Odnóża żółtobrązowe.
Chrząszcz afrotropikalny, znany z Demokratycznej Republiki Konga, Konga i Rwandy.